# Patrick Bowes-Lyon
Pour les articles homonymes, voir Bowes et Lyon (homonymie).
L'honorable Patrick Bowes-Lyon (né le 5 mars 1863 à Belgravia – décédé le 5 octobre 1946 à Westerham) est un joueur de tennis britannique, oncle d'Elizabeth Bowes-Lyon, mère de la reine Élisabeth II.
Il était le fils de Claude Bowes-Lyon (13e comte de Strathmore et Kinghorne) et de son épouse Frances (en).
Il a notamment remporté le Tournoi de Wimbledon en double en 1887 avec Herbert Wilberforce.

## Palmarès (partiel)

### Titres en double
|   | Date | Nom et lieu du tournoi       | Cat.      | ($) | Surf.        | Partenaire          | Finalistes                            | Score         |
| - | ---- | ---------------------------- | --------- | --- | ------------ | ------------------- | ------------------------------------- | ------------- |
| 1 | 1887 | The Championships, Wimbledon | G. Chelem |     | Herbe (ext.) | Herbert Wilberforce | E. Barratt-Smith James Herbert Crispe | 6-3, 6-3, 6-2 |

### Finales de double perdues
|   | Date | Nom et lieu du tournoi       | Cat.      | ($) | Surf.        | Partenaire                     | Finalistes          | Score                   |
| - | ---- | ---------------------------- | --------- | --- | ------------ | ------------------------------ | ------------------- | ----------------------- |
| 1 | 1888 | The Championships, Wimbledon | G. Chelem |     | Herbe (ext.) | Ernest Renshaw William Renshaw | Herbert Wilberforce | 2-6, 1-6, 6-3, 6-4, 6-3 |